# 丁莉
丁 莉（てい り、1974年2月 - ）は、中華人民共和国の文学者。中日文化関係史、日本古典文学、イコノロジーを専攻。北京大学教授。日中歴史共同研究中国側委員。女性。

## 人物
1994年、北京第二外国語大学日本語学部卒業。1998年、二松學舍大学大学院修士課程修了。2002年、お茶の水女子大学大学院博士課程修了。お茶の水女子大学助手（2002年 - 2005年）、神田外語大学講師（2002年 - 2005年）、北京大学外国語学院日本言語文化学部講師（2005年 - 2007年）、北京大学外国語学院日本言語文化学部副教授（2007年 - 2016年）、北京大学外国語学院日本言語文化学部教授。
日中歴史共同研究中国側委員として古代・中近世史分科に参加し、「古代中近世東アジア世界における日中関係史」を発表している。

## 受賞
- 2007年 - 関根賞

## 著書
- 丁莉『伊勢物語とその周縁 ジェンダーの視点から』風間書房、2006年5月。ISBN 4759915311。